# Lobophyllia hemprichii
Lobophyllia hemprichii is een rifkoralensoort uit de familie van de Lobophylliidae. De wetenschappelijke naam van de soort is voor het eerst geldig gepubliceerd in 1834 door Ehrenberg.
De soort komt voor in de Rode Zee en de Golf van Aden, het zuidwestelijke, noordwestelijke en noordelijke deel van de Indische Oceaan, in het Indo-Pacifisch gebied, ten noorden, westen en oosten van Australië, in Zuidoost-Azië, Japan, in de Oost-Chinese Zee en in het West- en Centraal-Pacifisch gebied. Ze staat op de Rode Lijst van de IUCN geklasseerd als 'niet bedreigd'.